# محمود أباد شهاب (خومة)
محمود أباد شهاب (بالفارسية: محمودآباد شهاب) هي قرية تقع في إيران في قسم خومة الریفي. يقدر عدد سكانها بـ 207 نسمة .